# بيت حميضة (الطويلة)

تعديل مصدري - تعديل

بيت حميضة هي إحدى قرى عزلة الضلاع الاسفل بمديرية الطويلة التابعة لمحافظة المحويت، بلغ تعداد سكانها 244 نسمة حسب تعداد اليمن لعام 2004.